# Tropidozineus
Tropidozineus is een kevergeslacht uit de familie van de boktorren (Cerambycidae). De wetenschappelijke naam van het geslacht werd voor het eerst geldig gepubliceerd in 1976 door Monné & Martins.

## Soorten
Tropidozineus omvat de volgende soorten:
- Tropidozineus adustus Monné M. A. & Monné M. L., 2012
- Tropidozineus albidus Monné, 2009
- Tropidozineus amabilis Monné, 1991
- Tropidozineus argutulus Monné, 1988
- Tropidozineus cinctulus Monné & Martins, 1976
- Tropidozineus complanatus Monné, 1991
- Tropidozineus fulveolus (Lameere, 1884)
- Tropidozineus ignobilis (Bates, 1863)
- Tropidozineus impensus Monné & Martins, 1976
- Tropidozineus inexpectatus (Melzer, 1935)
- Tropidozineus martinsi Monné, 2009
- Tropidozineus pauper (Melzer, 1931)
- Tropidozineus quadricristatus (Melzer, 1935)
- Tropidozineus rotundicollis (Bates, 1863)
- Tropidozineus sincerus Monné, 1988
- Tropidozineus tersus (Melzer, 1931)
- Tropidozineus tuberosus Monné, 1991
- Tropidozineus vicinus (Melzer, 1931)
- Tropidozineus wappesi Monné M. A. & Monné M. L., 2012